# Hutebäume südlich Jesberg
Hutebäume südlich Jesberg este o arie protejată (arie specială de conservare — SAC, sit de importanță comunitară — SCI) din Germania întinsă pe o suprafață de 17,35 ha, integral pe uscat.

## Localizare
Centrul sitului Hutebäume südlich Jesberg este situat la coordonatele 50°59′05″N 9°08′33″E / 50.9847°N 9.1425°E.

## Înființare
Situl Hutebäume südlich Jesberg a fost declarat sit de importanță comunitară în noiembrie 2004 pentru a proteja 1 specie de animale. Situl a fost protejat și ca arie specială de conservare în martie 2008.

## Biodiversitate
Situată în ecoregiunea continentală, aria protejată conține 2 habitate naturale: Păduri de fag Luzulo-Fagetum, Păduri de fag Asperulo-Fagetum.
La baza desemnării sitului se află o specie protejată de  nevertebrate: Osmoderma eremita Complex.